# Five Nights at Freddy's 3
Five Nights at Freddy's 3 (thường được viết tắt là FNaF3) là một trò chơi video kinh dị sinh tồn theo điểm nhấn độc lập được phát triển và phát hành bởi Scott Cawthon. Nó là phần thứ ba trong loạt sê-ri Five Nights at Freddy, và thứ tự thời gian thiết lập ba mươi năm sau khi các sự kiện của trò chơi đầu tiên. Trò chơi được phát hành trên Steam vào ngày 2 tháng 3 năm 2015, dành chocác thiết bị Android vào ngày 7 tháng 3 năm 2015, và cho các thiết bị IOS vào ngày 12 tháng 3 năm 2015. Nintendo Switch, PlayStation 4 và Xbox One cổng được phát hành vào ngày 29 tháng 11 năm 2019.
Trò chơi đã nhận được những đánh giá trái chiều từ các nhà phê bình, nhiều người ca ngợi Springtrap và hệ thống camera được làm lại nhưng chỉ trích các jumpscares của những Animatronic. Một phần tiền truyện theo thời gian, Five Nights at Freddy's 4, đã được phát hành vào ngày 23 tháng 7 năm 2015.

## Gameplay
Lối chơi lệch khỏi các game trước trong sê-ri một chút. Để giữ hai phần đầu tiên, người chơi một lần nữa được giao nhiệm vụ sống sót sau một tuần làm ca đêm, kéo dài từ 12 giờ sáng đến 6 giờ sáng (4 phút thời gian thực). Tuy nhiên, trò chơi này chỉ có một con Animatronic có thể giết người chơi. Một số con Animatronic từ các trò chơi (cụ thể là Freddy, Mangle, Balloon Boy, Chica và Foxy) trước đó trở thành các Phantom Animatronic không thể gây hại trực tiếp cho người chơi, nhưng có thể cản trở nỗ lực sống sót đến 6 giờ sáng.
Trò chơi diễn ra tại một điểm thu hút có chủ đề kinh dị tên là Fazbear's Fright, được xây dựng bằng các đạo cụ và thiết bị được trục vớt từ các nhà hàng Fazbear Entertainment trước đây. Sự hấp dẫn nhằm mục đích tận dụng các sự cố trước đó xảy ra tại các nhà hàng khác nhau trước đây được điều hành bởi công ty. Người chơi phải giám sát hai hệ thống camera an ninh riêng biệt, mỗi cái cho các phòng / hành lang và ống thông gió để theo dõi chuyển động của Animatronic. Ngoài ra, người chơi phải xem trạng thái của ba hệ điều hành và khởi động lại chúng bất cứ khi nào chúng gặp trục trặc. Các hệ thống này điều khiển các camera, một bộ thiết bị âm thanh có thể được sử dụng để thu hút hoạt hình ra khỏi vị trí của người chơi và thông gió. Việc không giữ được phần sau của những hoạt động này có thể khiến người chơi bị ảo giác khi nhìn thấy nhiều Phantom Animatronic trong tòa nhà. Nếu Animatronic thực sự (Spring Trap) vào văn phòng, người chơi sẽ nhận một cú jumpscare và trò chơi kết thúc.
Trò chơi bao gồm năm đêm, độ khó tăng dần theo từng đêm và hoàn thành cả năm mở ra một đêm "Cơn ác mộng" thậm chí còn khó khăn hơn. Một số minigame độ phân giải thấp được ẩn trong trò chơi chính; hoàn thành tất cả trong số chúng mở khóa "kết thúc tốt đẹp" của trò chơi và cấp quyền truy cập vào nội dung phần thưởng bao gồm menu gian lận.
Nếu người chơi hoàn thành đêm "Cơn ác mộng", họ sẽ mở khóa menu gian lận. Menu cheat cung cấp một loạt các tùy chọn, bao gồm một chế độ để làm cho các Animatronic hoạt động mạnh mẽ hơn và do đó làm cho trò chơi khó hơn, tùy thuộc vào kỹ năng của người chơi. Các mánh gian lận khác bao gồm một radar và khả năng làm cho đêm nhanh hơn.

## Cốt truyện
Đặt ba mươi năm sau các sự kiện của trò chơi đầu tiên, người chơi đảm nhận vai trò của một nhân viên mới được tuyển dụng tại Fazbear's Fright, một điểm thu hút theo chủ đề kinh dị dựa trên những bí ẩn chưa được giải quyết của Pizza của Freddy Fazbear, được xây dựng bằng vật liệu được trục vớt từ các nhà hàng ban đầu. Trong tuần trước khi điểm thu hút dự kiến mở cửa cho công chúng, người chơi phải theo dõi cơ sở từ văn phòng an ninh trong ca làm việc của họ (12:00 AM đến 6:00 AM trò chơi), sử dụng một mạng lưới camera giám sát được đặt trong các phòng và lỗ thông hơi. Ngoài ra, người chơi phải theo dõi trạng thái của ba hệ điều hành - máy ảnh, âm thanh và thông gió - và khởi động lại chúng bất cứ khi nào chúng bắt đầu gặp trục trặc. Sự cố máy ảnh khiến các nguồn cấp dữ liệu video, đã bị thiếu sáng và bị biến dạng, bị che khuất hoàn toàn bởi tĩnh. Nếu thông gió thất bại, tầm nhìn của người chơi bắt đầu tối đen. Người chơi cũng có thể thấy các bóng ảnh của các Animatronic từ các trò chơi trước; những thứ này có thể gây ra sự cố hệ thống, phổ biến nhất là trong hệ thống thông gió, nhưng không thể gây hại trực tiếp cho người chơi.
Sau đêm đầu tiên, các nhân viên tại Fazbear's Fright phát hiện ra một con Animatronic cũ hơn, giống như con thỏ mà họ có biệt danh là "Springtrap"; Người chơi bây giờ phải ngăn nó vào văn phòng và tấn công; Nếu điều này xảy ra, trò chơi kết thúc. Người chơi có thể bịt kín các lỗ thông hơi ở một số điểm nhất định để chặn tiến trình của nó, nhưng không thể bịt kín cửa hoặc lỗ thông hơi dẫn trực tiếp vào văn phòng. Hệ thống âm thanh, khi hoạt động đúng, có thể được sử dụng để phát các hiệu ứng âm thanh thu hút Springtrap khỏi văn phòng. Sự cố thông gió có thể khiến người chơi bị ảo giác khi nhìn thấy nhiều hơn một hoạt hình trên máy ảnh.
Khi đêm dần dần, người chơi nghe thấy một loạt băng cassette hướng dẫn (tương tự như các cuộc gọi điện thoại từ hai trò chơi đầu tiên) hướng dẫn nhân viên cách vận hành hai bộ quần áo có thể hoạt động như một hoạt họa và trang phục cho con người. Các băng ghi âm cũng thảo luận về "phòng an toàn", một phòng cấp cứu bổ sung "không có trong bố cục bản đồ kỹ thuật số được lập trình trong hoạt hình hoặc máy quay an ninh, được ẩn cho khách hàng, vô hình với hoạt hình và luôn tắt camera."
Tuy nhiên, đêm sau không khuyến khích sử dụng bộ đồ. Bản ghi âm Đêm 4 cho biết các bộ quần áo "được coi là không phù hợp tạm thời cho nhân viên sau một sự cố đáng tiếc tại địa điểm liên quan đến sự cố khóa lò xo nhiều và đồng thời." Để thay thế các bộ quần áo bị lỗi, kho lưu trữ nói rằng trang phục tạm thời "được tìm thấy trong thông báo rất ngắn" sẽ được cung cấp, mặc dù yêu cầu rằng "các câu hỏi về sự phù hợp / liên quan nên được làm chệch hướng".
Đoạn ghi âm phát trong Đêm 5 nhắc nhở nhân viên rằng phòng an toàn là "địa điểm an toàn chỉ dành cho nhân viên" và khách hàng không bao giờ được đưa đến đó. Ngoài ra, sau khi phát hiện ra rằng một trong những bộ đồ đặc biệt đã "di chuyển đáng chú ý", nó nhắc nhở nhân viên rằng bộ đồ đó "không an toàn để mặc trong mọi trường hợp."
Các minigames có độ phân giải thấp giữa đêm gợi ý ở quá khứ đau buồn của nhà hàng, với minigame trong bốn đêm đầu tiên mô tả các con Animatronic ban đầu (Freddy, Chica, Bonnie và Foxy) đã đuổi theo và bị tháo rời bởi William Afton, trước đây thấy trong các minigame của Five Nights at Freddy 2 là người đàn ông chịu trách nhiệm cho các vụ giết người khác nhau xảy ra trong suốt lịch sử của sê-ri game. Trong minigame của đêm thứ năm, hồn ma của năm đứa trẻ ám trong các con Animatronic đuổi theo William Afton, nhưng hắn đã trốn trong bộ đồ "Spring Bonnie". Tuy nhiên, cơ chế khóa lò xo bị lỗi của bộ đồ thất bại, và người đàn ông bị nghiền nát khi những đứa trẻ biến mất, khiến kẻ giết người của họ dường như bị chảy máu đến chết, giải thích nguồn gốc của Springtrap.
Minigame "Ngày hạnh phúc nhất"(Thiếu ảnh minh họa)
Không giống như các mục trước, Five Nights at Freddy's 3 chứa hai kết thúc, tùy thuộc vào việc người chơi đã tìm thấy và hoàn thành tất cả các minigame ẩn trong trò chơi chính hay chưa. Một số trong số này chỉ có sẵn vào các đêm cụ thể, trong khi một số khác có thể được truy cập trong bất kỳ đêm nào. "Kết thúc xấu" đạt được từ việc hoàn thành trò chơi mà không hoàn thành tất cả các minigame ẩn giấu, và hiển thị một màn hình mô tả các đầu của năm hoạt hình từ trò chơi đầu tiên với đôi mắt sáng lên, ngụ ý rằng các Animatronic vẫn còn bị ám bởi các đứa trẻ. Hoàn thành tất cả các minigame ẩn trước khi hoàn thành trò chơi sẽ kiếm được "kết thúc tốt đẹp", giống như màn hình được mô tả trước đây nhưng với cái đầu của các Animatronic đã tắt, với một cái đầu biến mất, có lẽ là Golden Freddy. Điều này ngụ ý rằng linh hồn của những đứa trẻ cuối cùng đã được siêu thoát.
Hoàn thành tất cả năm đêm sẽ mở ra một đêm thưởng, "Nightmare", giúp tăng độ khó của trò chơi, tương tự như "Đêm 6" trong các tựa game trước. Trong khi chơi chế độ, một bản ghi lưu trữ nói rằng tất cả các phòng an toàn của các địa điểm Pizza của Freddy Fazbear sẽ được niêm phong vĩnh viễn, hướng dẫn nhân viên rằng họ "không [được] đề cập đến gia đình, bạn bè hoặc đại diện bảo hiểm." Khi đêm này hoàn thành, một tờ báo tiết lộ rằng Fazbear's Fright đã bị phá hủy trong một vụ hỏa hoạn ngay sau khi các sự kiện của trò chơi và bất kỳ vật phẩm có thể cứu được nào từ điểm thu hút sẽ được bán đấu giá. Tuy nhiên, làm sáng hình ảnh cho thấy Springtrap ở hậu cảnh, xác nhận rằng anh ta đã sống sót và chuẩn bị trở lại trong một trong những trò tiếp theo.

## Tiếp nhận
| Tiếp nhận |              |
| --- | ------------ |
| \| Điểm tổng hợp \| Điểm tổng hợp \| \| Bộ tổng hợp \| Ghi bàn \| \| --------------- \| ------------- \| \| Metacritic \| (PC) 68/100 \| \| Đánh giá điểm \| \| \| Sự xuất bản \| Ghi bàn \| \| Phá hủy \| 6,5 / 10 \| \| Game thủ PC(Mỹ) \| 77/100 \| \| TouchArcade \| (iOS) ~4 sao \| |              |
| Điểm tổng hợp |              |
| Bộ tổng hợp | Ghi bàn      |
| Metacritic | (PC) 68/100  |
| Đánh giá điểm |              |
| Sự xuất bản | Ghi bàn      |
| Phá hủy | 6,5 / 10     |
| Game thủ PC(Mỹ) | 77/100       |
| TouchArcade | (iOS) ~4 sao |

Các đánh giá tổng hợp của Metacritic cho Five Nights at Freddy's 3 đã nhận được điểm trung bình 68 trên 100.
Omri Petitte từ PC Gamer đã cho Five Nights tại Freddy's 3 điểm 77 trên 100, ca ngợi hệ thống camera được làm lại, nhưng nhận xét về cách nhảy của các Animatronic khác "cảm thấy hơi khó chịu vào đêm thứ ba." Trong một đánh giá quan trọng hơn, Nic Rowen từ Destructoid cho các trò chơi một ra 6,5 10, nói rằng mặc dù trò chơi là "đến nay là về mặt kỹ thuật thành thạo và một cách máy móc đáp ứng trả góp nhưng hầu hết", ông chỉ trích Springtrap và Fazbear của Fright cho thiếu " sự quyến rũ của các diễn viên và địa điểm ban đầu. "